# Berceuse assassine
Berceuse assassine est une série de bande dessinée créée par Tome au scénario et Ralph Meyer au dessin (sous le pseudonyme de Ralph), apparue en novembre 1997 aux éditions Dargaud.

## Synopsis
Joe Telenko est chauffeur de taxi dans un quartier glauque de New York. Il va voir son médecin car il se sent mal. Sa femme Martha est une mégère acariâtre depuis qu’elle est handicapée, ils ne s'aiment plus et il aimerait bien pouvoir s'en débarrasser…
Chaque album présente le point de vue d’un personnage, ce qui permet de découvrir progressivement ce qui a conduit à la désagrégation des sentiments.

## Albums
La série se compose de 3 tomes, et une édition intégrale a été publiée.
1. Le Cœur de Telenko (1997)
2. Les Jambes de Martha (1998)
3. La Mémoire de Dillon (2002)

## Éditeurs
- Dargaud : tomes 1 à 3 (première édition des tomes 1 à 3)
- Khani : tirage de tête de l’intégrale

### Documentation
- Philippe Tomblaine, « Berceuse assassine, par Ralph Meyer et Philippe Tome », sur BDZoom, 25 décembre 2018.
- Mick Léonard, « Berceuse assassine(intégrale) », sur Planète BD, 25 février 2013.